# Ivan Pereverzev
Ivan Fëdorovič Pereverzev, in russo Иван Фёдорович Переверзев? (Kuz'minka, 3 settembre 1914, 21 agosto del calendario giuliano – Mosca, 23 aprile 1978), è stato un attore sovietico.

## Filmografia parziale

### Attore
- Moja ljubov', regia di Vladimir Vladimirovič Korš-Sablin (1940)
- Paren' iz tajgi, regia di Ol'ga Ivanovna Preobraženskaja (1941)
- Morskoj jastreb, regia di Vladimir Aleksandrovič Braun (1941)
- Ivan Nikulin - russkij matros, regia di Igor' Andreevič Savčenko (1944)
- Alye parusa, regia di Aleksandr Lukič Ptuško (1961)

## Premi
- Artista benemerito della RSFSR
- Artista del popolo della RSFSR
- Artista del popolo dell'Unione Sovietica
- Premio Stalin
- Ordine della Bandiera rossa del lavoro
- Ordine del distintivo d'onore